# Demirsoyus
Demirsoyus is een geslacht van rechtvleugeligen uit de familie veldsprinkhanen (Acrididae). De wetenschappelijke naam van dit geslacht is voor het eerst geldig gepubliceerd in 2004 door Sirin & Çiplak.

## Soorten
Het geslacht Demirsoyus  is monotypisch en omvat slechts de volgende soort:
- Demirsoyus salmani (Sirin & Çiplak, 2004)